# Cietrzew (zwyczajny)

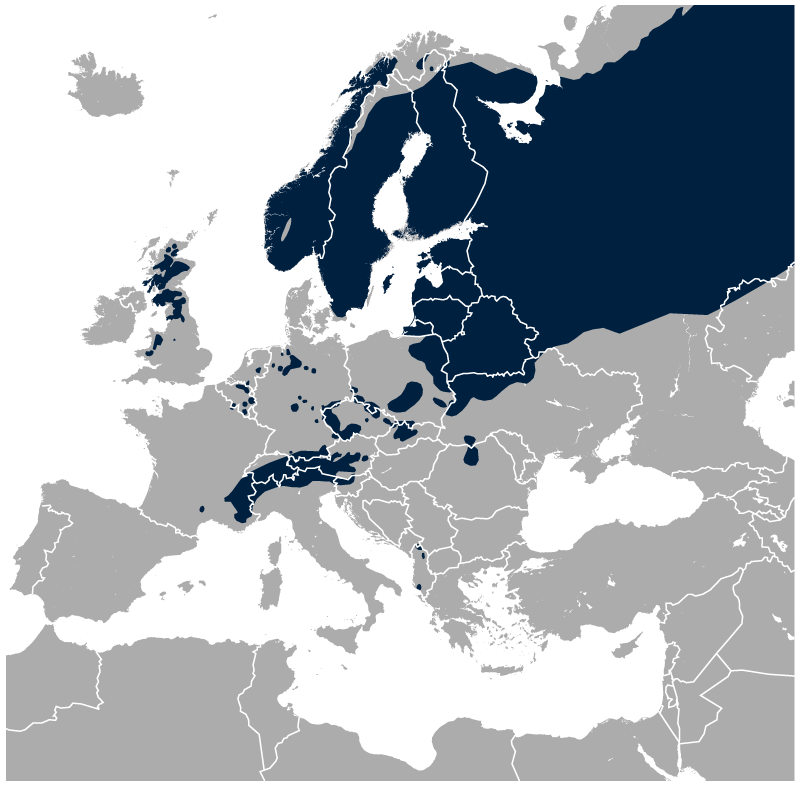
Rozmieszczenie w Europie.

Cietrzew (zwyczajny), regionalnie ciećwierz (Lyrurus tetrix) – gatunek dużego ptaka z rodziny kurowatych (Phasianidae), zamieszkujący Eurazję. W skali globalnej nie jest zagrożony wyginięciem.

## Systematyka
Wyróżniono kilka podgatunków L. tetrix:
- L. tetrix britannicus – Szkocja, Walia, północna Anglia;
- L. tetrix tetrix – od Skandynawii do południowej Francji i północnych Włoch, na wschód do północno-wschodniej Syberii;
- L. tetrix viridanus – południowo-wschodnia europejska część Rosji do południowo-zachodniej Syberii; obejmuje proponowany podgatunek tschusii;
- L. tetrix baikalensis – południowo-wschodnia Syberia do północnej Mongolii i północno-zachodniej Mandżurii;
- L. tetrix mongolicus – wschodni Kirgistan i północno-zachodnie Chiny do wschodniego Kazachstanu, południowo-środkowej Syberii i zachodniej Mongolii;
- L. tetrix ussuriensis – wschodnia Syberia i północno-wschodnie Chiny do północno-zachodniej Korei.

## Występowanie
Zamieszkuje strefę lasów iglastych północnej i środkowej Eurazji, od Europy Zachodniej i Wielkiej Brytanii po Wschodnią Syberię. Jego zasięg ograniczony jest występowaniem lasów, które od północy przechodzą w tundrę, a od południa w stepy. Cietrzew na swoim areale, głównie w Europie Zachodniej i Środkowej, przez ostatnie dekady powoli ustępuje, czemu sprzyja człowiek, którego działalność przetwarza jego naturalne biotopy w mniej dla niego odpowiednie. To ptak osiadły – nie odbywa wędrówek. Zostaje na zimę.
W Polsce skrajnie nieliczny ptak lęgowy na wschodzie i południu, jego liczebność szybko się zmniejsza. Występuje wyspowo, w kilkunastu oddzielnych ostojach w północno-wschodnich lub wschodnich regionach kraju, również w Karpatach Zachodnich, Sudetach Zachodnich, na Kielecczyźnie oraz w Borach Dolnośląskich.
Jeszcze w średniowieczu i do końca XIX wieku ptak ten był dość mocno rozpowszechniony na terenie Polski. W pierwszej połowie XX wieku populacja cietrzewia na ziemiach polskich liczyła kilkadziesiąt tysięcy  osobników. W 2003 roku szacowano łączną liczebność na ok. 2000–2500 osobników. W latach 2013–2018 liczebność populacji lęgowej na terenie kraju szacowano już tylko na 180–340 tokujących samców. Aktualnie (2020) jego populacja w Polsce szacowana jest na 400–500 osobników. Mimo prawnej ochrony jego populacja stale maleje.

## Charakterystyka

### Wygląd zewnętrzny
Cietrzew jest prawie takiej wielkości jak kura domowa. Wyraźny dymorfizm płciowy. Samiec czarny z granatowym, metalicznym połyskiem. Skrzydła ciemnobrązowe z dwiema białymi pręgami. Pokrywa podogonowa (czasem podłużnie nakrapiana czarnymi cętkami) i podskrzydłowa również biała. Sterówki są sierpowate i wygięte do zewnątrz. Nad okiem wyraźny czerwony fragment gołej skóry, tzw. róża, które na wiosnę (w okresie godowym) wyraźnie się powiększają. Ogon w kształcie liry, co odróżnia go od pokrewnych gatunków. Koguty mają czarny dziób i siwo-brązowe nogi, upierzone aż po palce. Podobnie jak głuszec, cietrzew ma nawet na palcach małe piórka, które pomagają w chodzeniu zimą po śniegu. U młodszych samców grzbiet jest bez połysku z domieszką barwy brązowej. 
Samica cietrzewia (cieciorka) jest mniejsza. Wierzch brunatny z gęstym poprzecznym, rdzawym prążkowaniem. Spód i boki jaśniejsze, a prążkowanie staje się mniej regularne. Podogonie białe, ogon wcięty. Kury są mniejsze od kogutów. Młode są podobne do samicy. Samce przechodzące na upierzenie dorosłe w gwarze myśliwskiej określa się mianem „murzynów”. W odróżnieniu od większej kury głuszca, samica cietrzewia ma lekko rozwidlony ogon.

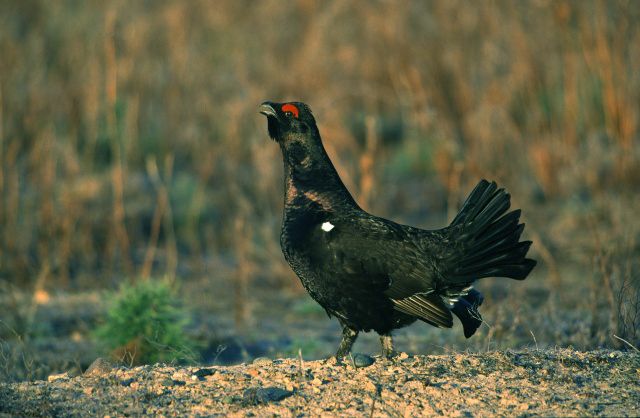
Skrzekot – mieszaniec głuszca i cietrzewia

Na terenach, gdzie zasięg występowania cietrzewia pokrywa się z zasięgiem zasiedlanym przez głuszca, mogą występować bezpłodne mieszańce międzygatunkowe – skrzekoty, których ojcem zazwyczaj jest samiec cietrzewia, a matką samica głuszca (głusza). Samce skrzekota ubarwione są podobnie do samców głuszca, lecz mniejsze i o wciętym ogonie. Samice podobne są do samic cietrzewia.

### Rozmiary ciała

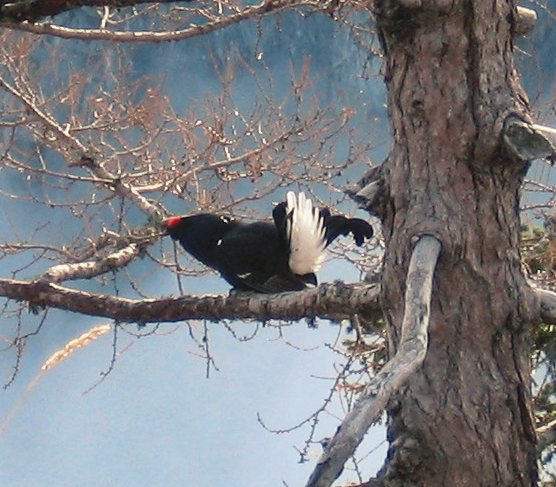
Kogut cietrzewia w górach

długość ciałaok. 45 cm (samica), ok. 62 cm (samiec)
rozpiętość skrzydeł72 cm (samica), 95 cm (samiec)
długość ogona9–10 cm (samica), 10–14 cm (samiec)
Masaok. 750–1400 g

### Zachowanie
Cietrzewie, podobnie jak kury domowe, lubią kąpać się w piasku. Wczesną jesienią ptaki gromadzą się w stadach, by zimą rozbić się na jednopłciowe grupy. W czasie dużych mrozów i wysokiej pokrywy śnieżnej potrafią zakopywać się w śniegu. Dożywają 15 lat.

### Głos
Wiosną samce tokują o świcie na otwartych przestrzeniach, wydając bełgoczące i syczące tony bul-got bul-got bul-got czu-szyyy. Samice wykrzykują głośne gagag. W stadach nawołują się przeciągłym jok.

## Środowisko
Skraje lasów, polany, poręby. Zazwyczaj w rejonach podmokłych, chętnie w pobliżu upraw gryki.
Główną przyczyną zaniku, a czasem i wymarcia, cietrzewi jest zmiana składu drzewostanów leśnych. Wymaga bowiem lasów iglastych, mieszanych i czysto liściastych, ale muszą być to zbiorowiska luźne, które przecinają łąki, jak też torfowiska i poręby. Jednak to na terenach otwartych odbywają toki, kiedy to zbierają część swego pokarmu. Preferuje półotwarte obszary porośnięte jagodami, jak też doliny rzeczne. Występuje też w strefie lasów iglastych w górach, a na wyżynach na nielicznych terenach podmokłych. Unika natomiast jednowiekowych, zwartych i jednogatunkowych lasów.

## Pożywienie
Żywią się one głównie roślinami – różnymi mięsistymi owocami, nasionami, młodymi zielonymi pędami, pąkami i liśćmi drzew, owocami leśnymi. Jednym z jego przysmaków są pąki brzozy. Latem zbierają duże ilości bezkręgowców, głównie owadów (mrówki) i ślimaków, które stanowią podstawę wyżywienia piskląt. Wyszukuje je samica, a czasem wygrzebuje je też w ziemi. Młode po dorośnięciu przechodzą na pokarm roślinny, a bezkręgowce stają się tylko uzupełnieniem.
Nie tylko zmieniający się biotop, ale i dieta powoduje zmniejszenie populacji cietrzewia. Wynika to bowiem z zanikania na terenach, które zajmuje, borówki brusznicy, borówki czarnej, jałowca i malin. Poza okresem roku, w którym dojrzewają te owoce, żywią się zielonymi pędami bylin i roślin drzewiastych, orzeszkami buku i żołędziami. Zimą główny pokarm stanowią pąki olch i brzóz oraz ich kotki. Cietrzewie żerują przez cały dzień, a w nocy śpią na drzewach.

## Okres lęgowy

### Toki
Toki samców są gromadne i odbywają się przed świtem na ziemi lub drzewach od końca marca do połowy maja, na terenach otwartych (torfowiska, pola lub łąki). Zbiera się zwykle kilka-kilkanaście kogutów. Cietrzewie szybko biegają wtedy po ziemi, wydając głośne okrzyki, po których następują długie modulowane odgłosy (tzw. bełkotanie i czuszykanie). Rozkładają też wachlarzowato ogon, unosząc go prostopadle do ziemi, opuszczają skrzydła, wyciągają poziomo szyję i stroszą pióra. Co jakiś czas w tej postawie podskakują, podfruwają lub wzlatują, są bardzo ruchliwe. Taka postawa nadaje im potężniejszą sylwetkę, niż mają w rzeczywistości. Próbują w ten sposób przestraszyć rywali, ale i imponują kurom. Te o wschodzie słońca przylatują na tokowiska. Ich przylot wywołuje u upierzonych walczących samców duże podniecenie i w czasie potyczek dochodzić może do wzajemnego wyrywania sobie piór.

### Gniazdo
Płytkie zagłębienie wygrzebane w ziemi, wysłane źdźbłami, liśćmi i mchem (skąpo). Umiejscowione w trawie lub wrzosie, pod osłoną krzewu, chrustu, młodego świerku lub jałowca. Często położone nawet kilka kilometrów od tokowiska. Gniazdo jest zatem dobrze ukryte.

### Jaja

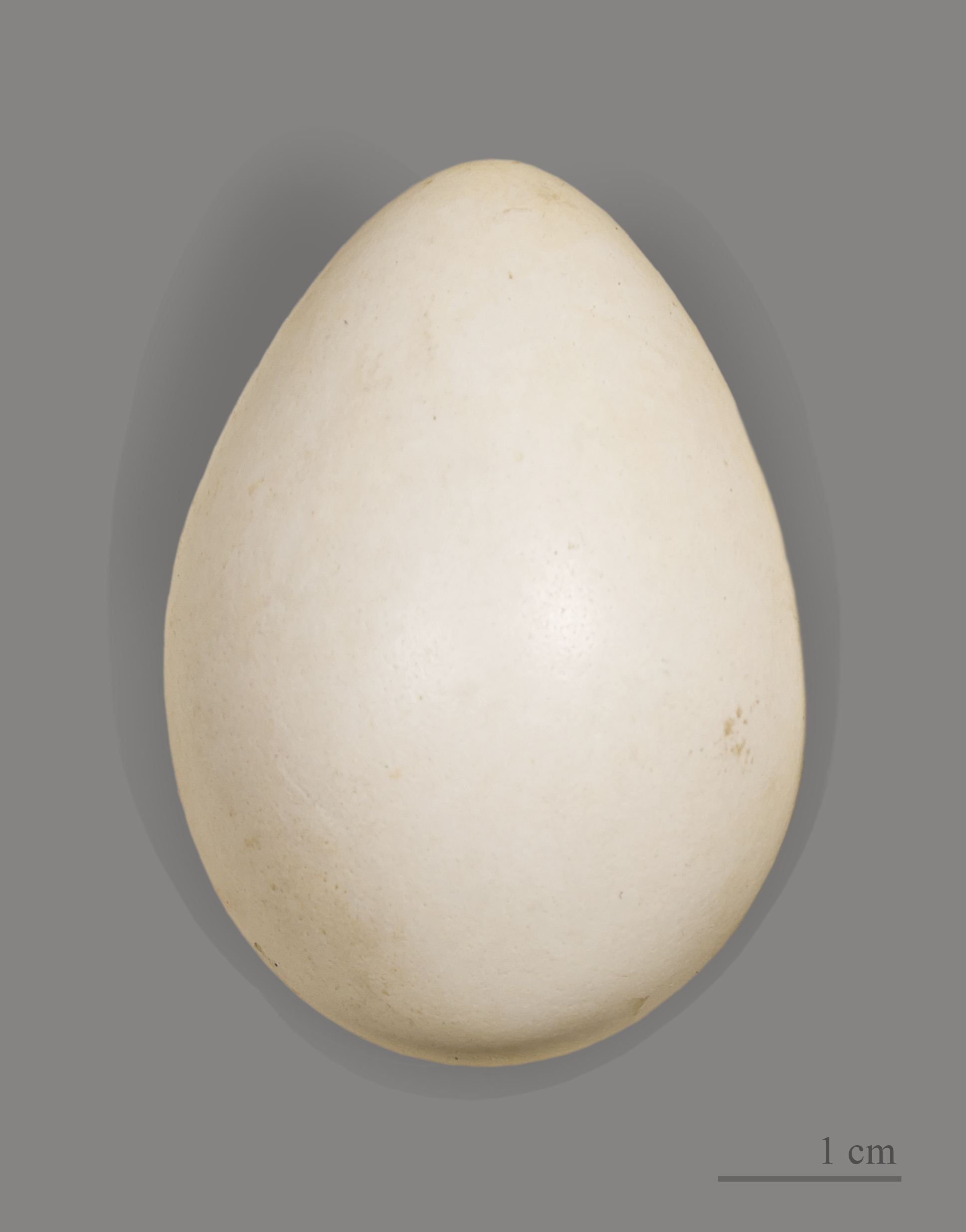
Jajo podgatunku L. t. tetrix

Jeden lęg w roku, między kwietniem a czerwcem samica znosi od 6 do 14 żółto-rdzawych jaj o brązowym plamkowaniem.

### Wysiadywanie
Jaja wysiadywane są przez 23–28 dni tylko przez samicę. Młode, zagniazdowniki, wodzone przez kurę szybko dojrzewają, tak że już po około 10–14 dni od wyklucia mogą latać na niewielkie odległości.

## Status i ochrona
W Czerwonej księdze gatunków zagrożonych Międzynarodowej Unii Ochrony Przyrody cietrzew nieprzerwanie od 1988 roku uznawany jest za gatunek najmniejszej troski (LC – Least Concern). Liczebność światowej populacji, obliczona w oparciu o szacunki organizacji BirdLife International dla Europy z 2015 roku, mieści się w przedziale 8–14 milionów dorosłych osobników. Globalny trend liczebności populacji uznawany jest za spadkowy.
W Polsce do 1 kwietnia 1995 r. był ptakiem łownym z ustanowionym okresem ochronnym. Od tego czasu jest objęty ochroną gatunkową ścisłą. Wymaga ochrony czynnej. Wokół tokowisk cietrzewi od 1 lutego do 31 sierpnia obowiązuje strefa ochronna w promieniu do 500 m. Ponadto od 1 grudnia do 1 marca strefę ochronną stanowi obszar, na którym ptaki przebywają w okresie zimowym wraz z obszarem w promieniu do 200 metrów od niego. Cietrzew jest umieszczony na Czerwonej liście ptaków Polski jako gatunek zagrożony (EN).
W 2017 r. Lasy Państwowe rozpoczęły realizację przewidzianego na 6 lat „Programu czynnej ochrony cietrzewia na gruntach w zarządzie Lasów Państwowych”. W jego realizację zaangażowanych jest 17 nadleśnictw z 5 Dyrekcji Regionalnych Lasów Państwowych (Białystok, Lublin, Olsztyn, Radom i Wrocław). 18 czerwca 2018 r. w ramach tego programu otwarto w nadleśnictwie Spychowo ośrodek hodowli cietrzewi. Młode, odchowane ptaki w części wypuszczane są na wolność w różnych lasach, celem odbudowy dzikiej populacji cietrzewia.
Cietrzew jest także wymieniony w I, II i III załączniku dyrektywy ptasiej. W dyrektywie tej został uznany za gatunek silnie zagrożony wyginięciem w wyniku zmian siedliskowych w lasach, gdzie dokonuje się zalesianie obszarów śródleśnych lub osusza się torfowiska. Są wrażliwe też na niepokojenie, zmiany klimatyczne i konkurencję ze strony bażantów. Dużym zagrożeniem są drapieżne ssaki, zwłaszcza lisy oraz coraz liczniejsze w Polsce szopy pracze i jenoty (jaja i pisklęta).

## Filatelistyka
Poczta Polska wyemitowała 28 lutego 1970 r. znaczek pocztowy przedstawiający samca cietrzewia o nominale 3,40 zł, w serii Ptaki łowne. Druk w technice offsetowej na papierze kredowym. Autorem projektu znaczka był Jerzy Desselberger. Znaczek pozostawał w obiegu do 31 grudnia 1994 r..